# William Watson, Baron Watson

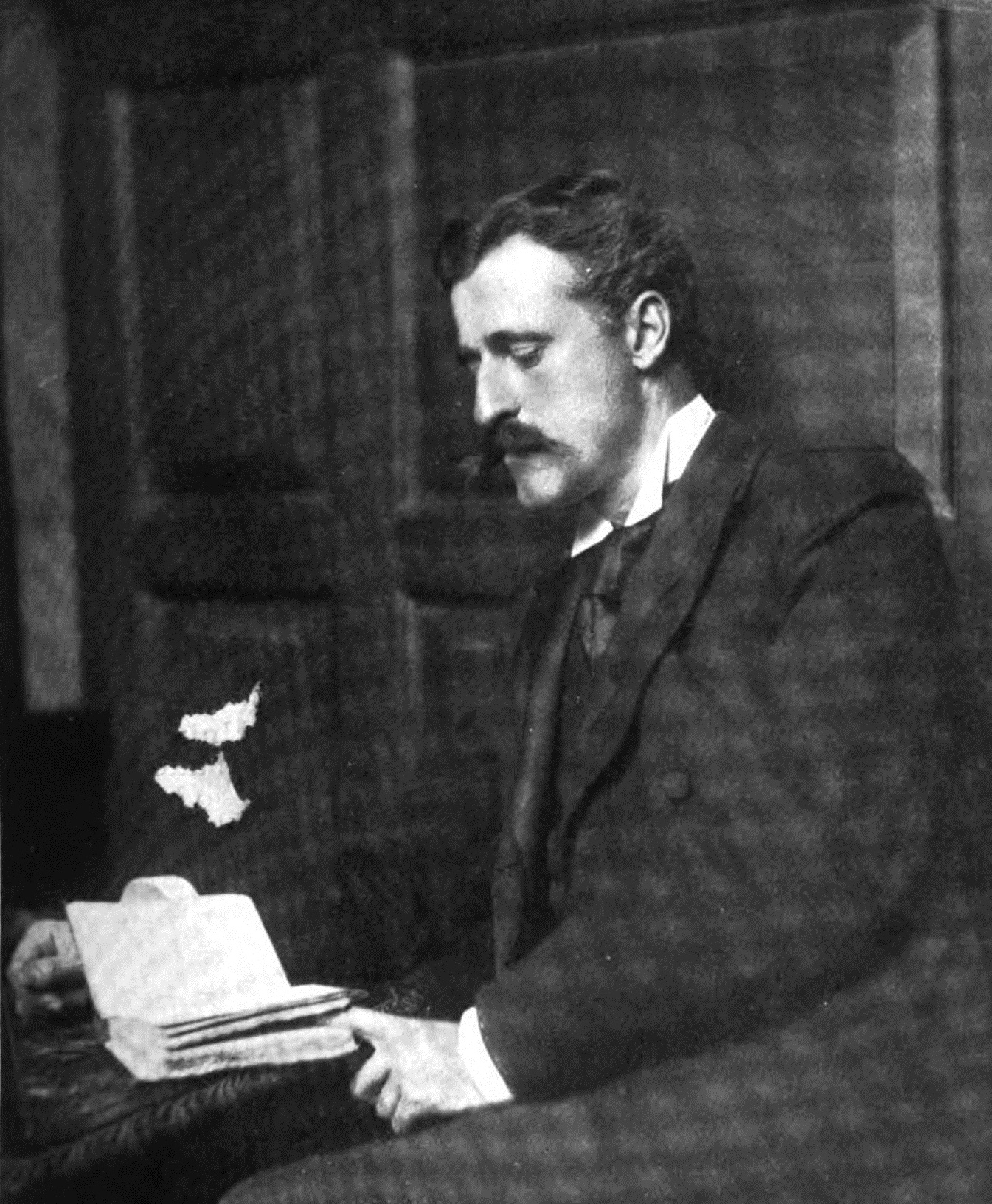
William Watson, Baron Watson

William Watson, Baron Watson PC (* 25. August 1827 in Covington, Lanarkshire; † 14. September 1899) war ein schottisch-britischer Politiker der Conservative Party und Jurist, der einige Jahre Abgeordneter im House of Commons sowie zuletzt als Lord of Appeal in Ordinary aufgrund des Appellate Jurisdiction Act 1876 als Life Peer auch Mitglied des House of Lords war.

## Leben
Watson, Sohn eines Geistlichen, absolvierte nach dem Schulbesuch ein Studium der Rechtswissenschaften an der University of Glasgow sowie der University of Edinburgh und erhielt 1851 seine anwaltliche Zulassung bei der schottischen Rechtsanwaltskammer (Scots Bar). Anschließend nahm er eine Tätigkeit als Rechtsanwalt (Advocate) auf und war zwischen 1874 und 1876 Solicitor General von Schottland sowie zugleich von 1875 bis 1876 Vorsteher der schottischen Anwaltschaft (Dean of Faculty of Advocates).
Am 14. November 1876 wurde Watson als Kandidat der konservativen Tories zum Abgeordneten in das House of Commons gewählt und vertrat in diesem bis zum 31. März 1880 den Wahlkreis Aberdeen and Glasgow Universities. Zeitgleich war er von 1876 bis 1880 als Lord Advocate Generalstaatsanwalt von Schottland und wurde ferner 1878 Privy Councillor. Als Abgeordneter sowie als Lord Advocate wurde er jeweils Nachfolger von Edward Gordon.
Zuletzt wurde Watson durch ein Letters Patent vom 28. April 1880 aufgrund des Appellate Jurisdiction Act 1876 als Baron Watson, of Thankerton in the County of Lanark, zum Life Peer erhoben, wurde dadurch Mitglied des House of Lords und wirkte bis zu seinem Tod 1899 als Lordrichter (Lord of Appeal in Ordinary).
Sein Sohn William Watson, Baron Thankerton war ebenfalls Unterhausabgeordneter, Solicitor General und Lord Advocate Schottlands sowie zuletzt Lord of Appeal in Ordinary.